# Buena Esperanza, Argentina
Buena Esperanza är en kommunhuvudort i Argentina.   Den ligger i provinsen San Luis, i den centrala delen av landet, 600 km väster om huvudstaden Buenos Aires. Buena Esperanza ligger 323 meter över havet och antalet invånare är 2 531.
Terrängen runt Buena Esperanza är mycket platt. Trakten runt Buena Esperanza är nära nog obefolkad, med mindre än två invånare per kvadratkilometer..
Omgivningarna runt Buena Esperanza är i huvudsak ett öppet busklandskap.